# 7512 Monicalazzarin
7512 Monicalazzarin este un asteroid din centura principală de asteroizi.

## Descriere
7512 Monicalazzarin este un asteroid din centura principală de asteroizi. A fost descoperit pe 15 februarie 1983 la Stația Anderson Mesa de Edward L. G. Bowell. Asteroidul prezintă o orbită caracterizată de o semiaxă mare de 2,78 ua, o excentricitate de 0,16 și o înclinație de 7,5° în raport cu ecliptica.